# حزقيال بابلو سيرانو
حزقيال بابلو سيرانو (بالإسبانية: Juan Pablo Serrano)‏ هو دراج أرجنتيني، ولد في 8 أغسطس 1994.

## وصلات خارجية
- حزقيال بابلو سيرانو على موقع أرشيف الدراجات (الإنجليزية)